# Bucht von Fatu Cama
Die Bucht von Fatu Cama (auch Fatocama) liegt an der Straße von Wetar, an der Nordküste der Insel Timor.

## Geographie
Die Bucht von Fatu Cama befindet sich in der osttimoresischen Gemeinde Dili, östlich der gleichnamigen Landeshauptstadt zwischen dem Kap Fatu Cama im Westen und dem Ponta Fatossídi. Der Strand heißt Dolok Oan. Das Gebiet ist der nordwestlichste Punkt des Sucos Hera (Verwaltungsamt Cristo Rei).
Die Bucht gehört zur Important Bird Area und Wildschutzgebiet Areia Branca.
2024 wurde eine Straße um das Kap Fatu Cama gebaut. Zuvor war die Bucht von Fatu Cama nur zu Fuß zu erreichen.